# Keshod
Keshod è una suddivisione dell'India, classificata come municipality, di 63.253 abitanti, situata nel distretto di Junagadh, nello stato federato del Gujarat. In base al numero di abitanti la città rientra nella classe II (da 50.000 a 99.999 persone).

## Geografia fisica
La città è situata a 21° 18' 0 N e 70° 15' 0 E e ha un'altitudine di 41 m s.l.m..

## Società

### Evoluzione demografica
Al censimento del 2001 la popolazione di Keshod assommava a 63.253 persone, delle quali 32.727 maschi e 30.526 femmine. I bambini di età inferiore o uguale ai sei anni assommavano a 7.635, dei quali 4.178 maschi e 3.457 femmine. Infine, coloro che erano in grado di saper almeno leggere e scrivere erano 45.604, dei quali 25.403 maschi e 20.201 femmine.